# Romantikus orientáció
A romantikus orientáció, amelyet szerelmi orientációnak is neveznek, azt a nemet vagy gendert jelöli, amellyel egy személynek leginkább romantikus kapcsolata van, vagy szerelembe esik. Ezt alternatív módon és egymás mellett használják a szexuális irányultság kifejezéssel, és azon a perspektíván alapul, hogy a szexuális vonzalom csak egy nagyobb dinamika egyetlen összetevője. Például, bár a pánszexuális személy szexuális vonzódást érezhet nemtől függetlenül, előfordulhat, hogy csak nők iránt érez romantikus vonzalmat. 
Az aszexuális emberek számára a romantikus orientáció gyakran sokkal hasznosabb a vonzalom felmérésében, mint a szexuális orientáció.
A szexuális vonzalom és a romantikus vonzalom közötti kapcsolat még mindig vita tárgyát képezi, ezért nincs teljes egyetértés ez ügyben.

## Romantikus identitások
Az emberek folytathatnak tisztán érzelmi romantikus kapcsolatokat is. Az ehhez kapcsolódó főbb indentitások a következők: 
- Aromantikus : A romantikus vonzalom hiánya ( aromantizmus ).
- Heteroromantikus (vagy heteromantikus): romantikus vonzalom az ellentétes nem iránt (heteroromantizmus).
- Homoromantikus : romantikus vonzalom az azonos nem iránt (homoromantizmus).
- Biromantikus : Romantikus vonzalom két vagy több nemhez tartozó személy iránt. Néha ugyanúgy használják, mint a pánromantikus fogalmat (biromantizmus).
- Pánromantikus : Romantikusan vonzódik bármilyen nemű és genderű személy felé (pánromantizmus).
- Demiromantikus : romantikusan vonzódik a fentiek bármelyikéhez, de csak azután, hogy mély érzelmi kötődést alakítottunk ki az adott személlyel/ személyekkel (demiromantizmus).

## Kapcsolat a szexualitással és aszexualitással
A romantikus és a szexuális irányultságok közötti különbség következményeit nem ismerik el teljesen, és széles körben sem tanulmányozták.  Gyakran előfordul, hogy a szexuális irányultságot leíró források magukban foglalják mind a szexuális, mind a romantikus (vagy romantikussal egyenértékű) vonzalmakat.  Hasonlóképpen, a romantikus szerelmet úgy definiálták, mint "szerelem, a szexualitás és rajongás erős összetevőivel",  bár egyes források ellentmondanak ennek a fogalomnak, megállapítva, hogy a szexuális és romantikus vonzalom nem feltétlenül kapcsolódik egymáshoz. Ami az aszexualitást illeti, míg az aszexuálisok általában nem tapasztalnak szexuális vonzalmat (lásd szürke aszexualitás ), még mindig tapasztalhatnak romantikus vonzalmat. Lisa M. Diamond azt állítja, hogy az ember romantikus irányultsága eltérhet attól, kihez vonzódnak szexuálisan.
Habár az aszexualitás az LGBTQ + közösség része, a különböző romantikus orientációkat is magába foglalja.

## Aromantizmus

Aromantikus zászló

Az aromantikus emberek egyik tulajdonsága, hogy leszámítva azt, hogy nem éreznek, vagy csak kis mértékben tapasztalnak romantikus vonzalmat, még mindig élvezhetik a szexet. Az aromantikusok nem képtelenek a szeretet érzésére. Például érezhetnek szeretetet a családjuk iránt, vagy egyfajta plátói szeretetet, melyet barátok éreznek egymás között. Néhány aromantikus úgy vélekedik, hogy képesek értékelni a társadalomban elfogadott szerelmet vagy romantikát, mint például a filmekben, romantikus könyvekben vagy dalokban előforduló romantikus érzéseket, de csak külső szemlélőként, intuitív módon nem tapasztalják meg ezeket az érzéseket.
Néhány publikáció vitatta, hogy a médiában és a kutatásban az aszexuálisokat és az aromantikusokat alulreprezentálják, és gyakran félreértik őket. Az aromantikus emberek néha megbélyegzéssel szembesülnek, és olyan sztereotípiával illetik őket, mint például hogy szívtelenek, érzéketlenek vagy átvertek. Az amatonormativitás, egy olyan fogalom, amely a romantikus kapcsolatokat a nem-romantikus kapcsolatok fölé emeli, és ezzel kárt okoz az aromantikus embereknek. Az aromantika reprezentációja növekszik a médiában.
Sok aromantikus egyben aszexuális is, de az aromantikus kifejezést különböző szexuális identitások mellett is használják, mint például aromantikus biszexuális, aromantikus heteroszexuális, aromantikus leszbikus vagy aromantikus homoszexuális. Ez azért van, mert aromanticizmus elsősorban érzelmekkel foglalkozik a szexualitás és a nemi vágy helyett. Néhány aktivista azzal érvelt, hogy az aromantikákat az LMBT közösségbe is be kell venni.
Az aromantizmus az alloromantizmus ellentétje, amely a romantikus szerelem vagy romantikus vonzalom megtapasztalását jelenti. Az ilyen orientációjú személyt alloromantikusnak hívják. Az aromantikus személy informális kifejezése az aro. Az LGBT rövidítés kiterjesztett megnevezésében szereplő A-t, az aszexuális, aromantikus és agender jelölésére használják.

## Homoromantizmus
A homoromantizmust az azonos nemű személy iránt érzett romantikus vonzalom határozza meg. A kifejezést gyakran használják az aszexualitással együtt, hogy olyan embereket írjanak le vele, akik romantikus vonzalmat éreznek az azonos nemű emberek iránt, de szexuális vonzalom nélkül. Azonban, a homoromantizmust annak leírására is használható, hogy megnevezze azokat a személyeket, akik tipikusan, romantikus vonzalmat éreznek az azonos nemű emberek iránt, de szexuális vonzalmat ellentétes nemű személyek iránt érez.

### Bibliográfia
- ↑ Sex and Society:  szerk.: Marshall Cavendish Corporation: Asexuality, Sex and Society. Marshall Cavendish (2009). ISBN 978-0-7614-7905-5. Hozzáférés ideje: 2013. február 2.
- ↑ Bogaert 2012:  Bogaert, Anthony F.. Understanding Asexuality. Rowman & Littlefield Publishers, Inc. (2012). ISBN 978-1442200999. Hozzáférés ideje: 2015. április 12.
- ↑ King 2010:  King, Laura A.. The Science of Psychology: An Appreciative View, 2nd, McGraw-Hill (2010). ISBN 978-0073532066. Hozzáférés ideje: 2015. április 9.

## További irodalom
- Wells, J. W. (1989). „Teaching about Gay and Lesbian Sexual and Affectional Orientation Using Explicit Films to Reduce Homophobia”. Journal of Humanistic Education and Development 28 (1), 18–34. o.

## Fordítás
- Ez a szócikk részben vagy egészben  a   Romantic orientation című angol Wikipédia-szócikk ezen változatának fordításán alapul.  Az eredeti cikk szerkesztőit annak laptörténete sorolja fel. Ez a jelzés csupán a megfogalmazás eredetét és a szerzői jogokat jelzi, nem szolgál a cikkben szereplő információk forrásmegjelöléseként.